# Primarias del Partido Republicano de 2008 en Ohio

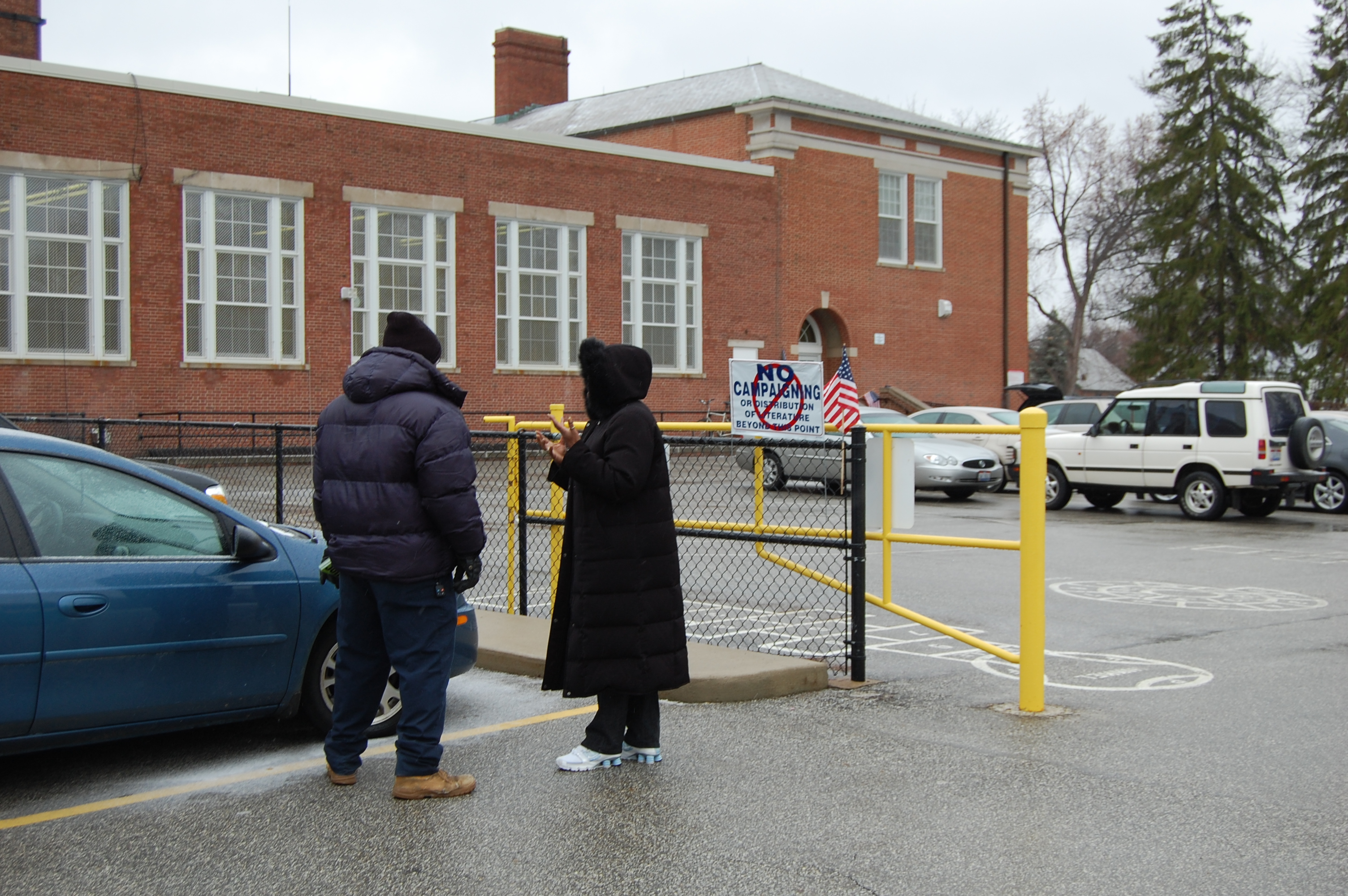
Casa de voto en Ohio

Las Primarias republicanas de Ohio, 2008 fueron el 4 de marzo de 2008.

## Resultados
| Candidato     | Votos           | Porcentajes  | Delegados |
| ------------- | --------------- | ------------ | --------- |
| John McCain   | 555,021/634,629 | 54.50/59.92% | 0         |
| Mike Huckabee | 331,084/323,944 | 32.51/30.59% | 0         |
| Ron Paul      | 53,771/49,006   | 5.28/4.63%   | 0         |
| Mitt Romney   | 53,062/35,192   | 5.21/3.32%   | 0         |
| Fred Thompson | 25,508/16,366   | 2.50/1.55%   | 0         |
| Total         | 1018446/1059137 | 100/100%     | 0         |